# Benkovačko Selo
Benkovačko Selo es una localidad de Croacia situada en el municipio de Benkovac, en el condado de Zadar. Según el censo de 2021, tiene una población de 619 habitantes.

## Demografía
| Gráfica de población de Benkovačko Selo 1857-2021                  |
|                                                                    |
| Según los censos de población de la Oficina de Estadísticas Croata |